# Leigneux
Leigneux település Franciaországban, Loire megyében. Lakosainak száma 361 fő (2022. január 1.). Leigneux Boën-sur-Lignon, Sail-sous-Couzan, Saint-Sixte és Trelins községekkel határos.

## Népesség
A település népességének változása:
| Lakosok száma | 445  | 397  | 328  | 350  | 401  | 384  | 377  | 366  | 361  | 361  |
|               | 1968 | 1982 | 1990 | 2006 | 2013 | 2015 | 2017 | 2019 | 2020 | 2022 |